# Bžany
Bžany là một làng thuộc huyện Teplice, vùng Ústecký, Cộng hòa Séc.